# Магистър Милитум
Magister militum – военен магистър (4 – 12 легиона). В Източната Римска империя тази военна титла се е появила след Диоклециано-Константиновата реформа в римската войска. Първоначално имало двама магистри, командващи съответно пехотата и конницата, но към средата на IV век били учредени допълнителни длъжности на териториални военни магистри с резиденции в Константинопол и в центровете на диоцезите. В началото на V век имало пет военни магистри като двама от тях били в столицата при императорския двор (magister militum praesentalis). С указ на император Валентиниан I от 372 г. военните магистри били изравнени по звание с префектите, и те преминали от ранг vir spectabilis в ранг vir illustris.